# Slissen
Slissen is het verkeerd uitspreken van sisklanken, in het Nederlands vaak de s en de z. Het kan op twee manieren gebeuren:
- De tong wordt tussen de tanden gestoken. Het geluid lijkt dan op dat van de Engelse th zoals in thief.
- De lucht gaat niet over de tong maar langs de zijkanten. De tongpunt raakt de boventanden of het harde verhemelte. Het geluid lijkt dan op een l met bijgeluiden.

Slissen komt vaak voor bij jonge kinderen. Dit komt doordat zij vaak nog weinig controle hebben over hun tongspier. Bovendien klinkt de 's'-klank wel herkenbaar. Wanneer na het vierde jaar het slissen nog steeds niet over is, wordt logopedie aangeraden.
Het uitspreken van een S-klank met de tong tussen de voortanden wordt "lispelen" genoemd. Dit wordt cultureel vaak met een homoseksueel accent geassocieerd. Er wordt in die context gesproken van een ‘gay lisp’. Dat is wat anders dan "slissen".